# Osredak (Srebrenica, BiH)
Osredak je naselje u općini Srebrenica, Republika Srpska, BiH.

## Stanovništvo
Nacionalni sastav stanovništva 1991. godine, bio je sljedeći:
ukupno: 196
- Srbi - 195
- ostali, neopredijeljeni i nepoznato - 1